# Justino (cónsul 540)
Flavio Mar. Petro Teodoro Valentino Rusticio Boraides Germano Justino, más conocido como Justino (latín: Iustinus; griego: Ἰουστίνος; c. 525-566) fue un aristócrata y militar bizantino del siglo VI, miembro de la dinastía Justiniana. Fue uno de los últimos cónsules, escogido en el año 540, antes de pasar a asumir altos mandos militares en los Balcanes y Lázica. Luchó contra eslavos y sasánidas y supervisó los contactos del Imperio con los ávaros. A la muerte de Justiniano I estuvo entre los candidatos al trono, pero fue derrotado por su primo Justino II, quien lo exilió a Egipto donde fue asesinado.

## Familia
Justino fue hijo de Germano y de Pasara, primo del emperador Justino II y, por tanto, miembro de la dinastía justiniana. Tuvo dos hermanos Justiniano y Justina, casada con Juan, sobrino del general Vitaliano.

## Conspiración de Artabanes
Justino nació alrededor del año 525. En el año 540 fue nombrado a una edad muy temprana cónsul ordinario. En su díptico consular se le ve imberbe; Procopio de Cesarea lo llama joven nueve años después. Por aquel entonces ya tenía el título de vir illustris y el cargo honorario de comes domesticorum. El mismo año, acompañó a su padre Germano cuando este se dirigió contra el Imperio sasánida, pero no estuvo presente en los campos de batalla. En el año 549, representó un papel decisivo en el desenmascaramiento de una conjura para derrocar al emperador Justiniano I, liderada por el general armenio Artabanes y sus asociados. Los conspiradores pretendían asesinar al emperador y a Belisario, su general favorito, y elevar al trono a Germano. Conocidas sus intenciones, Justino informó a su padre quien luego se lo comunicó al comes excubitorum Marcelo, lo que acabó con el arresto de los conspiradores.

## Campañas en los Balcanes
En el año 550, su hermano Justiniano y él se unieron en los Balcanes a la expedición que iba a dirigir su padre contra los ostrogodos, pero Germano murió repentinamente en otoño de ese año antes de que la expedición partiera. Después de esto, Justiniano y Juan, su cuñado, llevaron el ejército a Salona  donde Narsés asumió el mando a finales del año 551. Justino por su parte se había unido ese año a una campaña liderada por el eunuco Escolástico contra un ataque eslavo en los Balcanes. Los bizantinos fueron derrotados inicialmente cerca de Adrianópolis, pero lograron después una victoria y los eslavos abandonaron tierra bizantinas. A principios del año 552, Justino y Justiniano se pusieron a la cabeza de una expedición contra otro ataque eslavo —en esta ocasión en Ilírico—, pero sus fuerzas eran muy pocas para enfrentar directamente a los incursores, por lo que tuvieron que contentarse con acosarlos. Poco después, se les ordenó ir al norte para ayudar a los lombardos contra los gépidos. Se unieron a Aracio, Suartuas y Amalafredo, pero su avance fue detenido demasiado al norte por la necesidad de suprimir las luchas religiosas en la ciudad de Ulpiana.

## Servicio en Lázica
En el año 554, ya con experiencia en asuntos militares, Justino fue enviado a Lázica para unirse a las fuerzas bizantinas comandadas por Besas, Buces y Martino. Su primer encuentro con los persas fue infructuoso. Justino y Besas estaban acampados en la llanura de Quitropolia cerca de la estratégicamente importante fortaleza de Telefis, dirigida por Martino. El general persa Mermeroes expulsó a Martino de Telefis, que se replegó y unió a los otros dos generales acampados en Quitropolia, donde el ejército bizantino, demasiado lento en tomar posiciones, se vio de nuevo obligado a huir desorganizadamente ante el avance persa, aunque, avanzándo a lo largo del río Fasis, se refugiaron en la isla fortificada de Neso. Besas, hasta ese momento magister militum per Armeniam, fue despedido después de este fracaso y sucedido por Martino con Justino como su segundo al mando. Justino ignoraba las intenciones de Martino de asesinar a su aliado el rey lázico Gubazes II. Cuando ocurrió el hecho, se sorprendió, pero no reprendió a Martino porque creía (erróneamente) que el asesinato se había llevado a cabo por orden del emperador Justiniano.
Los bizantinos lanzaron un ataque contra la fortaleza persa de Onoguris, pero se vieron obligados a abandonar el asalto por la llegada inesperada de fuerzas de ayuda persas comandadas por Nacoragán. En la primavera del año 556, Justino estaba con el resto de fuerzas bizantinas en Neso cuando Nacoragán invadió el oeste de Lázica y puso rumbo a la ciudad de Fasis. Los bizantinos partieron apresuradamente, lograron llegar a la ciudad antes que el ejército persa y emprendieron con éxito la defensa. Tras levantar el prolongado asedio, Justino regresó a principios del año 557 a Neso para unirse a Buces en su defensa, mientras el resto del ejército marchaba contra los misimios, una tribu que se había aliado hacía poco con los persas y era la responsable de la muerte del general bizantino Soterico. La única actividad de Justino durante este periodo fue enviar con dos mil jinetes para capturar Rodópolis  a uno de sus oficiales, Elminzur. Al año siguiente, se acordó una tregua general que culminó con el tratado de paz del año 562.
Poco después, durante el año 557, la investigación imperial sobre el asesinato de Gubazes demostró la culpabilidad de Martino. Sus éxitos militares le perdonaron la vida, pero perdió el mando en Lázica. Fue reemplazado por Justino en la primavera del año 557. Fue ya con el cargo de magister militum per Armeniam que, a finales de ese año, Justino recibió la primera embajada en el Imperio bizantino de los ávaros, que huían de sus tierras ancestrales de Asia Central empujados por los göktürk y pedían protección imperial y tierras donde asentarse. Justino los envió a Constantinopla adonde llegaron en diciembre. Motivados por Justiniano, los ávaros cruzaron las estepas pónticas sometiendo a las poblaciones allí presentes hasta finalmente alcanzar la orilla del Danubio en el periodo 561-562.

## Alto mando en el Danubio
Justino se encontró de nuevo con los ávaros en el curso inferior del Danubio adonde había sido enviado al mando de la cuestura del ejército. Los ávaros exigieron instalarse en el territorio bizantino de Escitia Menor cuyas defensas habían sido devastadas recientemente por una invasión de cutriguros dirigida por Zabergán. Justino representó un papel crucial al advertir a Justiniano de las intenciones de los ávaros. En consecuencia, la embajada ávara en la capital fue entretenida mientras se organizaban las defensas bizantinas. Con Justino manteniendo una cuidadosa vigilancia de la frontera danubiana, los ávaros se contentaron con el subsidio anual pagado por el Imperio y lo dejaron en paz durante varios años más.

## Exilio y muerte
En el momento de la muerte de Justiniano, en el año 565, y debido a sus títulos y reputación como comandante —así como a la proximidad de su ejército a la capital imperial—, fue el principal candidato al trono vacante junto con su primo homónimo, el curopalate. Este ya estaba en Constantinopla y podía contar con el apoyo del Senado, además del respaldo del patriarca Juan Escolástico y el comes excubitores Tiberio (el futuro Tiberio II), a quien había ayudado a conseguir su puesto. Así, el primo de Justino fue elevado apresuradamente al trono el mismo día en que Justiniano murió. Según el historiador contemporáneo Evagrio Escolástico, los dos Justinos habían llegado a un acuerdo por el cual quienquiera que hubiese sido coronado emperador haría al otro segundo hombre del imperio. Justino fue recibido calurosamente al principio, pero pronto el nuevo emperador comenzó a formular acusaciones contra él, despidió a su guardia personal y lo puso bajo arresto domiciliario antes de enviarlo finalmente al exilio en Alejandría, aparentemente como el nuevo prefecto augustal de Egipto. Allí fue asesinado mientras dormía, supuestamente porque estaba conspirando para hacerse con el trono. Le cortaron la cabeza y la llevaron a Constantinopla. En realidad, Justino suponía una amenaza demasiado grande para el nuevo emperador mientras estuviese vivo. El cronista visigodo Juan de Biclaro atribuye el asesinato a la esposa de Justino II, la emperatriz Sofía.